# بادخورک سیاه مالاگاسی
بادخورک سیاه مالاگاسی (نام علمی: Apus balstoni) نام یک گونه از سرده بادخورک‌ها است.